# Платонова, Галина Владимировна
Галина Владимировна Платонова (17 января 1973) — российская футболистка, нападающая.
Всю карьеру провела в команде «Чертаново-СКИФ» Москва.
28 августа 1995 года в товарищеском матче против Южной Кореи вышла на 83-й минуте.

## Достижения
- Бронзовый призёр чемпионата СССР: 1991
- Бронзовый призёр чемпионата России (2): 1992, 1993

## Статистика
Клубная
| Выступление      | Выступление      | Выступление      | Чемпионат | Чемпионат | Кубок | Кубок | Итого | Итого |
| Клуб             | Лига             | Сезон            | Игры      | Голы      | Игры  | Голы  | Игры  | Голы  |
| ---------------- | ---------------- | ---------------- | --------- | --------- | ----- | ----- | ----- | ----- |
| Чертаново-СКИФ   | высшая лига      | 1990             | 1         | 4         | 0     | 0     | 1     | 4     |
| Чертаново-СКИФ   | высшая лига      | 1991             | 0         | 0         | 0     | 0     | 0     | 0     |
| Чертаново-СКИФ   | высшая лига      | 1992             | 1         | 3         | 0     | 0     | 1     | 3     |
| Чертаново-СКИФ   | высшая лига      | 1993             | 1         | 1         | 0     | 0     | 1     | 1     |
| Чертаново-СКИФ   | высшая лига      | 1994             | 21        | 3         | 0     | 0     | 21    | 3     |
| Чертаново-СКИФ   | высшая лига      | 1995             | 22        | 4         | 2     | 1     | 24    | 5     |
| Чертаново-СКИФ   | высшая лига      | 1996             | 0         | 0         | 0     | 0     | 0     | 0     |
| Чертаново-СКИФ   | Итого            | Итого            | 46        | 15        | 2     | 1     | 48    | 16    |
| Всего за карьеру | Всего за карьеру | Всего за карьеру | 46        | 15        | 2     | 1     | 48    | 16    |

## Примечание
1. ↑  Г.Платонова. womenfootball.ru. Дата обращения: 1 апреля 2002.
2. 1 2 3 4 5 6 7  М.Н.Кацман, С.О.Фадеев. Краткая энциклопедия женского футбола. — Калуга: «Калуга вечерняя», 1996. — 154 с. — 1000 экз.
3. ↑  Сезон 1990. klisf.org. Архивировано 4 августа 2020. Дата обращения: 1 марта 2020.